# Казачий круг
Казачий круг, казачий сход (Войсковой круг) — общий войсковой совет казаков, высший орган самоуправления. Компетенция круга в решении вопросов местного характера (касающихся всех собравшихся) была неограниченной. На нём решались вопросы военного, экономического, административного, общественно-политического, юридического, социально-бытового и другого характера (как-то, ведение войны и заключение мира, раздел между куренями угодий, о переизбрании сечевой старшины и другие). Собирается, в зависимости от традиции конкретного казачьего войска, ежегодно или раз в несколько лет (иногда — чаще чем один раз в год) для обсуждения всех накопившихся за это время вопросов, либо же при возникновении обстоятельств, решение которых находится вне компетенции атамана, для решения конкретно этих и сопутствующих им вопросов. Высшая власть у казаков принадлежит кругу и только кругу, а в период между кругами — атаману. В рамках круга никогда не существовало каких-либо иных институтов власти, кроме самого круга казаков.

## Порядок проведения
Прежде круг проходил на площади (майдан) и состоял из выборных казаков (делегаты от казачьих объединений). Старшины становились в круг, а за каждым куренным атаманом стояли казаки одного куреня. Современный круг собирается в конференц-залах (клуб, кинозал, а также другие аудитории и помещения достаточной вместимости). В президиуме (за столом на сцене) заседают атаман (председатель) и писарь (секретарь). В зависимости от характера обсуждаемых вопросов, в президиум могут приглашаться другие должностные лица-заседатели (к примеру, скарбник или подскарбий, если обсуждаются вопросы экономического характера; обозный, если обсуждаются вопросы материально-технического обеспечения деятельности; толмач, если на круг в качестве гостей приглашены иностранные дипломатические посланники или же проводится допрос важных военнопленных-иностранцев; и другие лица). Справа место священника (однако он не голосует и в дела круга не вмешивается), аналой c крестом и Евангелием, казачье знамя с караулом, а слева — скамья стариков (или старшины, — в зависимости от организационно-штатной структуры конкретного казачьего войска или его подразделения — самоуправляющегося субъекта, уполномоченного на проведение круга), обладающих неоспоримым правом отмены того или иного решения с объяснением причин его отмены (близко по сути к праву вето в римском публичном праве, но ветирование, в отличие от права наложения отмены на то или иное решение по старшинству налагающего, не требует объяснения причин). Мероприятия обеспечения порядка во время проведения круга зависят, во-первых, от масштаба проводимого мероприятия и количества присутствующих, во-вторых, степени его важности (в зависимости от частоты проведения, а также насущности обсуждаемых вопросов), и, в-третьих, от наличия соответствующих сил и средств в распоряжении председательствующего атамана. За порядком, как правило, следит есаулец с нагайкой, охрану мероприятия обеспечивают приставы. Дополнительные меры по обеспечению порядка и безопасности круга зависели от характера конкретных факторов, угрожающих его проведению (близость вражеских сил, наличие несогласной фракции среди собравшихся, и т. д.). В малороссийских гетманских и слобожанских казачьих полках (после 1783 г. — конно-казачьих) по старой запорожской традиции, любые сборы созывались довбышем (в каждом полку не менее одного для разного рода церемоний, в том числе и казачий круг). Казачья традиция относительно присутствия женщин во время проведения мероприятия, в зависимости от конкретного казачьего войска, либо вообще запрещала их присутствие, либо же допускала их присутствие на круге, но при этом они были лишены права голоса (в прямом смысле этого слова), либо же допущены к обсуждению вопросов бытового характера (в части их касающейся), но их голос носил исключительно рекомендательный характер. Права участия в круге не имели провинившиеся казаки (пенные), навлекшие на себя за провинности немилость всего войска, а также казаки в состоянии алкогольного опьянения. Присутствующие казаки обязательно должны быть одеты в казачью справу.
Начало круга объявляет есаулец, возглашая Все ли казаки на Кругу? и просит всех занять места. Затем есаулец командует приветствие атаману и все казаки (кроме стариков и священника) встают, не снимая шапок. Затем вносится знамя. Все встают, снимают шапки и читают молитву.

## Принятие решений
Всякий выступающий на Круге снимает шапку, выходит на середину или на сцену (к трибуне), отвешивает поклон Аналою и священнику, старикам, Атаману и всему собранию. Закончив выступление, надевает шапку. Если шапка не надета, это означает, что выступающий казак не всё сказал. Одобрение решений казаки выражали возгласами «любо!» В Круге каждый Казак имел право голоса и мог свободно высказывать свои предложения и замечания. Вопрос считался решённым, если большинство собравшихся бросало шапки вверх. Решение Казачьего круга принимаются простым большинством голосов. Решения и постановления Круга были обязательными для всех жителей казачьего края и могли отменяться только Кругом высшей инстанции.

## Классификация кругов
По старинным актам известны круги валовые, войсковые (для каждого казачьего войска) и полковые (окружные). Низшим Кругом был полковой, впоследствии станичный или хуторской (сход). Круг войсковой состоял из представителей всех станиц округа, высшим считался Круг валовой, куда собирались представители всего народа.

## Полномочия
Конкретные полномочия казачьего круга отличаются у различных казачьих общин. При наличии у казачьего войска писанных уставов, или статутов, или других основополагающих нормативно-правовых документов, регламентирующих их деятельность, в них отдельным разделом оговариваются полномочия казачьего круга. Это могут быть следующие вопросы:
- избрание атаманов, писарей, прием в казаки.
- объявления войны или заключения мира;
- вопросы внешних сношений;
- суд лиц, совершивших тяжёлые преступления или преступления, вызвавшие большой резонанс в обществе;
- иные вопросы, связанные со спорами о земле.

В том случае, если то или иное казачье войско не имеет писанного устава, либо полномочия казачьего круга не оговорены особо, его компетенция не ограничена ничем, кроме воли собравшихся. До институционализации казачества, как института государевой службы, с большим количеством документов, регламентирующих их статус и особенности повседневной жизнедеятельности, полномочия казачьего круга были неограниченными, диапазон обсуждаемых вопросов варьировался очень широко: от вопросов исторической важности — объявления войны и заключения мира (что возможно только у сечевого казачества и некоторых других вольных казачьих объединений и государственных образований, наподобие Большого Круга ВВД или Кубанской рады, как самостоятельных субъектов международных отношений, и немыслимо для казачьих войск как частично самостоятельной организационной единицы, находящихся под властью русского государя, польско-литовского короля, турецкого султана (Задунайское казачье войско) или какого-либо иного сюзерена, — то есть, по сути своей, реестровое казачество, — и не участвующих в международной политике на правах самостоятельных субъектов, каковыми являлись Запорожская Сечь в XVI—XVII вв., ВВД и ККВ в начале XX в.) вплоть до второстепенных вопросов военного характера (распределение военной добычи) и третьестепенных вопросов бытового характера.

### Чрезвычайные полномочия
Важную историческую роль играл казачий круг, собиравшийся во время крестьянско-казачьих восстаний. Строго говоря, для казаков восстание не являлось явлением чрезвычайным, — таким образом они реализовали своё неотъемлемое право на восстание в случае усиления нажима на них со стороны центральной власти, в ущерб их правам и свободам (среди наиболее крупных: восстания под руководством К. А. Булавина, С. Т. Разина, Е. И. Пугачёва и др.). Современные историки и ковенциональная историография в целом, — что связано в немалой степени с незнанием особенностей станичного менталитета, а равно и вообще устройства общества и власти в казачьей среде, — склонны недооценивать значение и роль казачьего круга в восстаниях, акцентируя внимание в своих исследованиях на личности лидера или лидеров конкретного восстания, особо останавливаясь на индивидуальных качествах их личности и т. д., упуская из виду коллективистский фактор в самоорганизации казачьих сил или существенно преуменьшая его значение. Однако, все казачьи лидеры в ходе восстаний неоднократно созывали (закликали) круг, — даже в тех случаях, когда круг носил явно выраженный постановочный характер и все важные решения уже были приняты заранее, и их просто требовалось довести (огласить) до рядовых участников восстания, не посягая при этом на их участие в принятии ответственных решений и право голоса как таковое, атаман вынужден был в той или иной степени подстраиваться под настроения большинства казаков, а не диктовать им свою волю, как если бы он был к ним назначен, а не ставлен ими же самими, — собственно, именно казачий круг и избрал их атаманами, поставив во главе восставших сил и узаконив их руководящее положение, либо, напротив, низложив их, если их авторитет пошатнулся или способность грамотно управлять силами восставших стала вызывать сомнения и перестала устраивать большинство казачьей массы — основных участников восстания и его наиболее опытной, в военном плане, составляющей. Поражение восстаний и падение их вождей также было обусловлено соответствующими решениями казачьего круга (к примеру, когда Пугачёв был схвачен его сообщниками, атаманы-заговорщики собрали казачий круг, который большинством голосов высказался за выдачу мятежного атамана царским властям: из 186 человек присутствовавших только 32 не одобрили этой меры и лишь один высказался против). Интерес для исследователей истории казачества представляет также модель временного военно-административного устройства территорий, охваченных восстаниями, но не являвшимися территориями расселения казачества: органы государственного управления и местного самоуправления в городах и населённых пунктах, которые занимали мятежники, разгонялись, воеводы и другие царские чиновники уничтожались, вместо них высшей властью временно (до разгрома мятежников и занятия города царскими войсками) становился казачий круг.

## История
В период царствования императора Петра Великого Круги были запрещены. Возродились они только после Революции 1917 года, и существовали до прихода к власти в казачьих областях Советов казацких депутатов. Впоследствии круги собирались только в эмиграции, в качестве поместных народных представительств.